# Umibudō
Pour les articles homonymes, voir Raisin de mer.
Umibudō (海葡萄, littéralement « raisins de la mer ») est un aliment typique de la cuisine d'Okinawa et qu'on ne trouve pas ailleurs au Japon.
Aliment importé des Philippines où il est consommé sous le nom de lato, en forme de grappe de raisins miniature, il s'agit de diverses algues (Caulerpa lentillifera ou Caulerpa sertularioides), au goût très apprécié par certains, que l'on peut trouver dans un plat séparément, ou accompagnant les condiments servis habituellement lors d'un repas japonais.
Umibudō peut également désigner les plantes des bords de mer de l'espèce Coccoloba uvifera, appelée en français « raisinier bord de mer ».

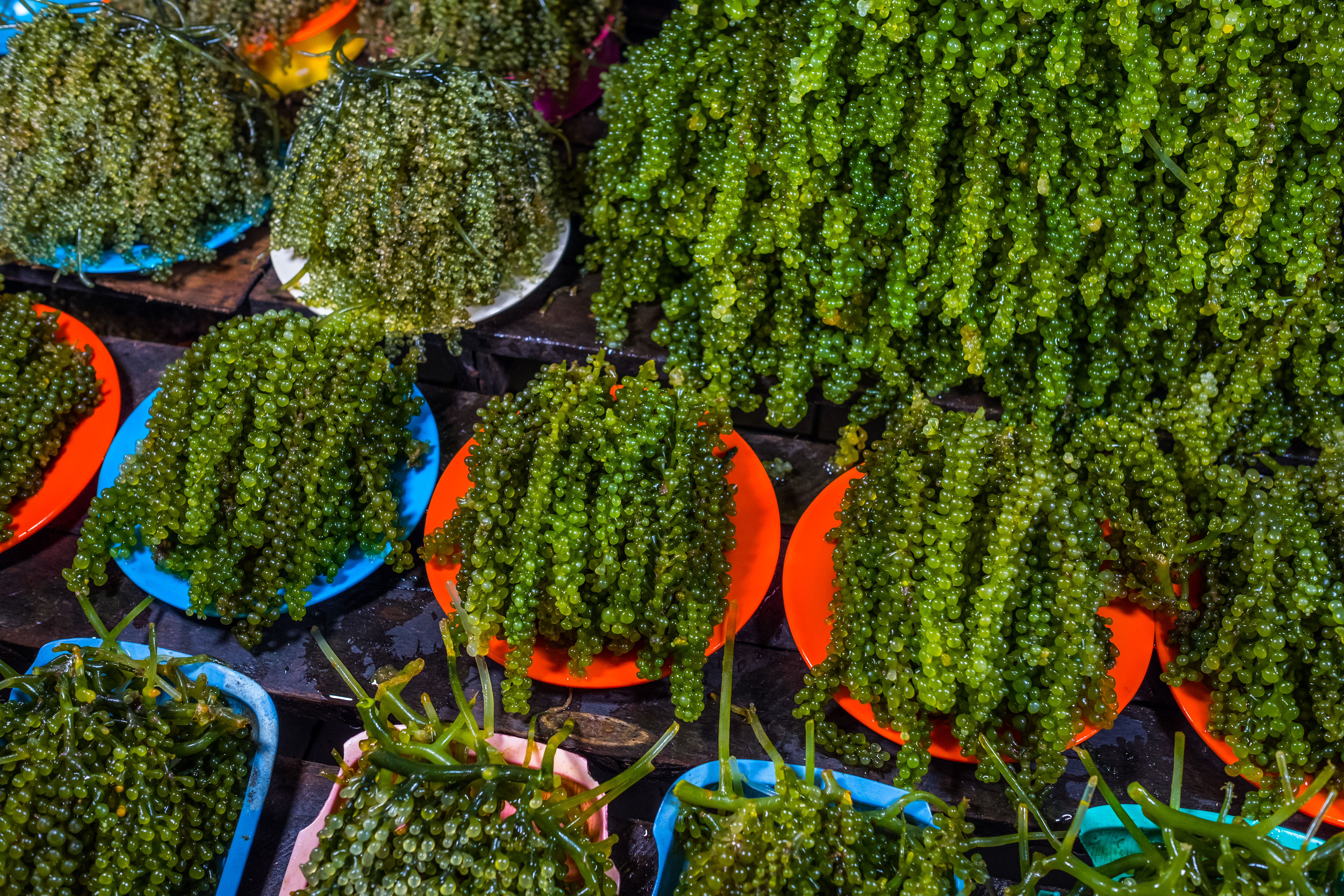
Caulerpa lentillifera sur un marché aux Philippines
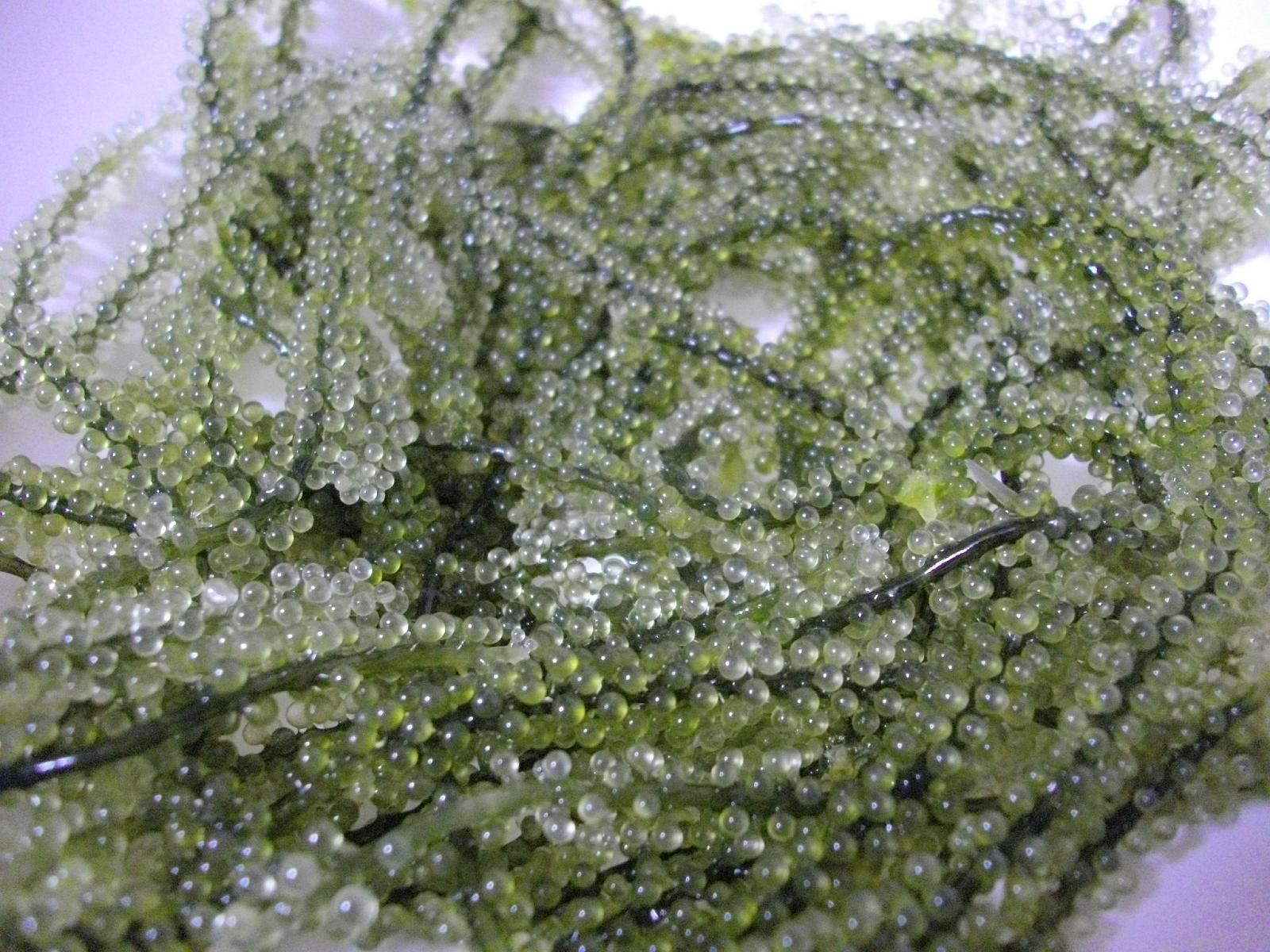
détail de Caulerpa lentillifera
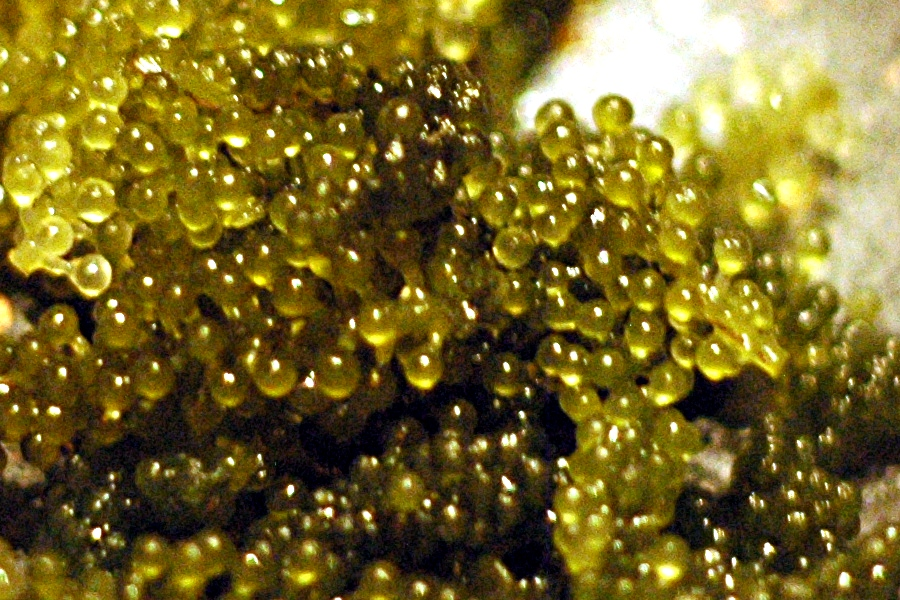
détail d’Umibudō
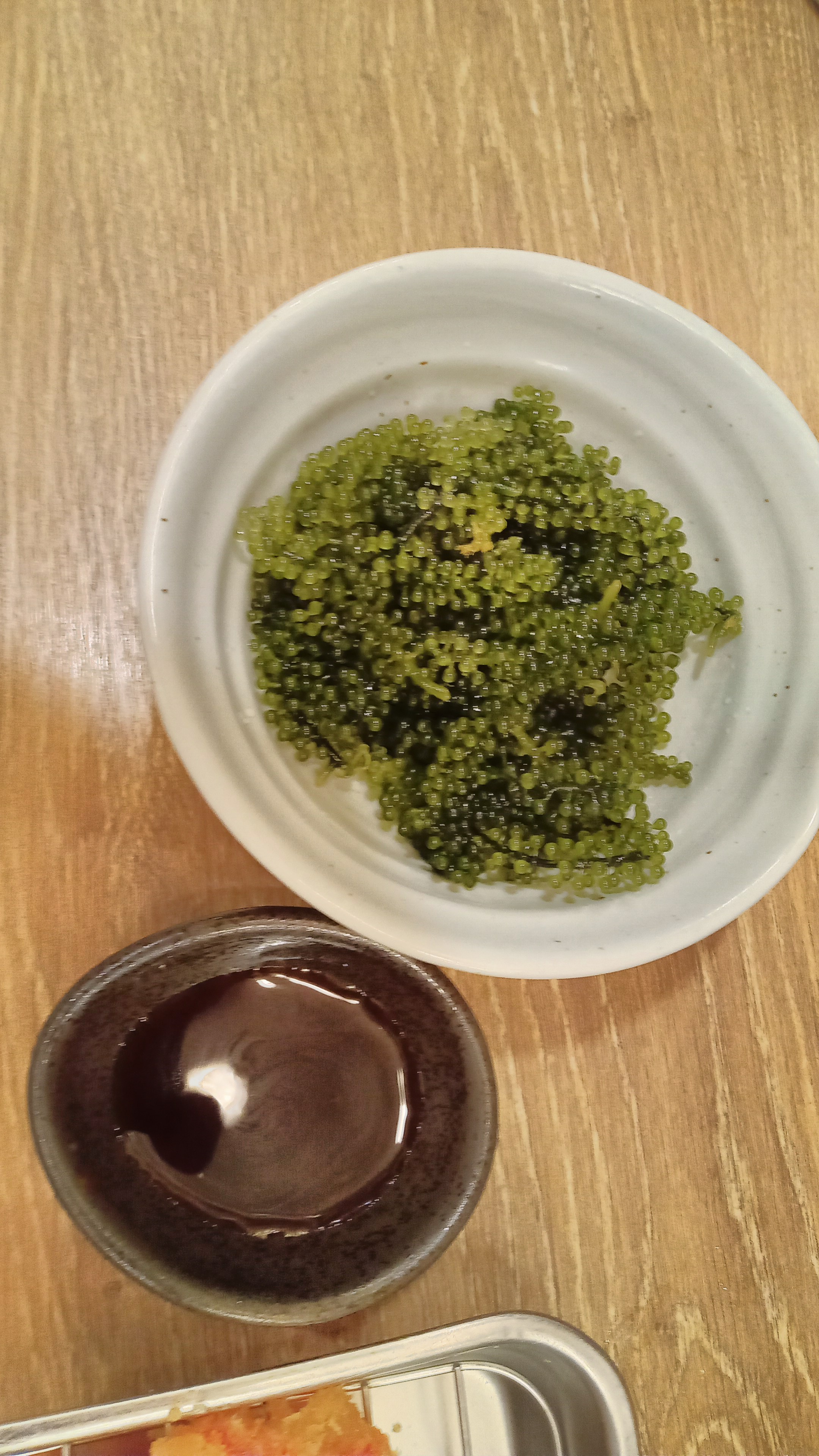
Hoteichan (Yūraku-chō-ten)
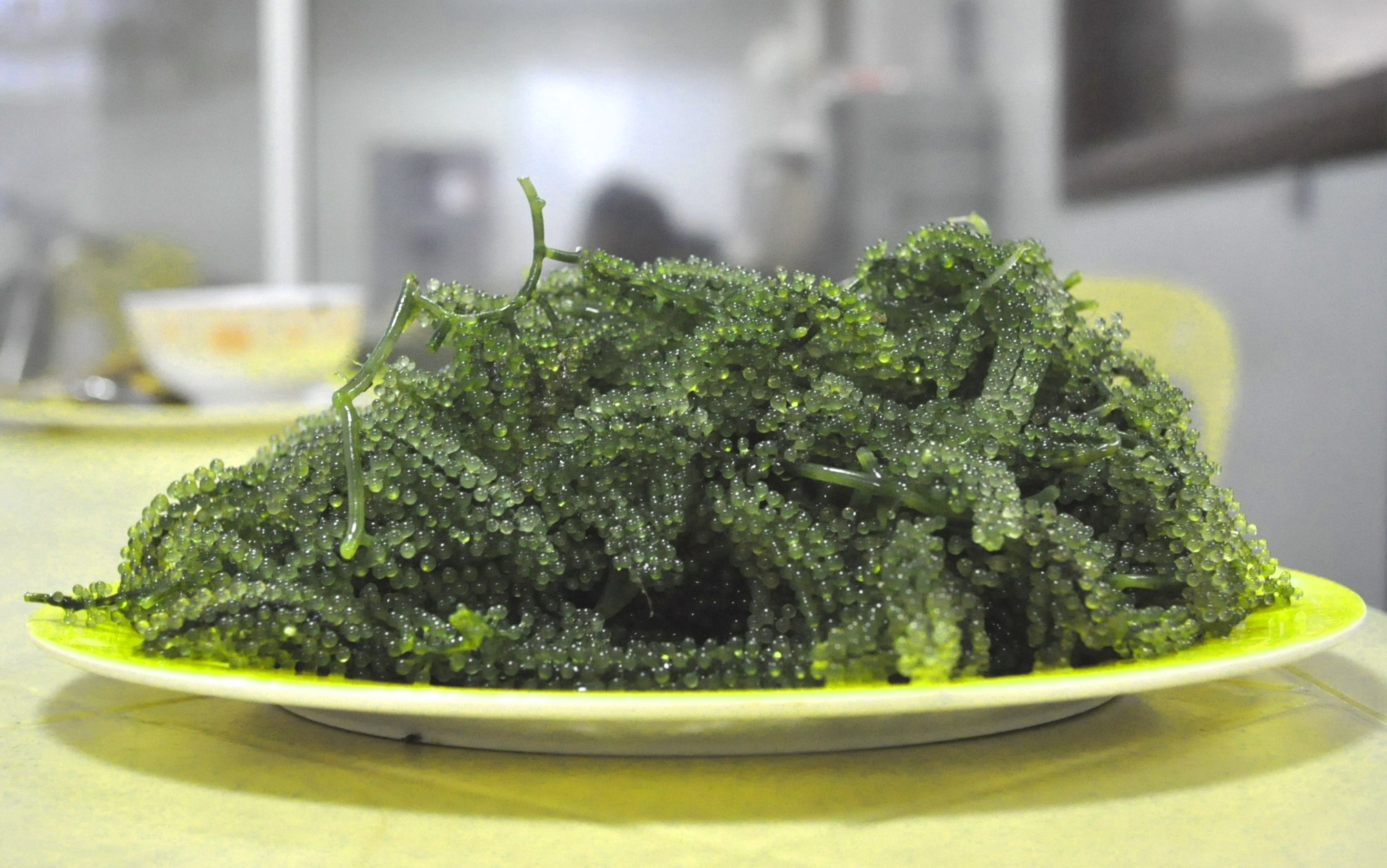
Umibudō
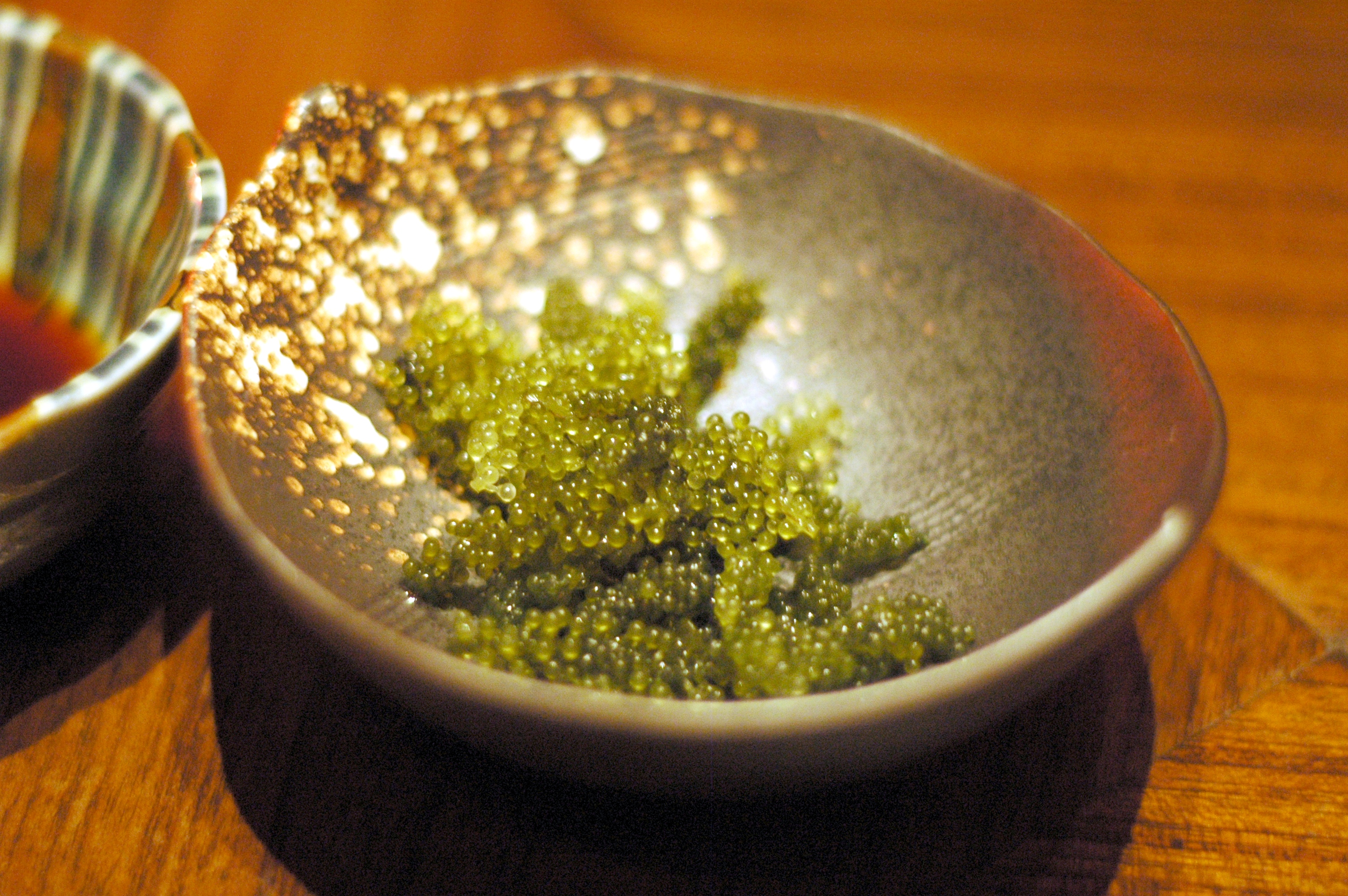
plat de Umibudō
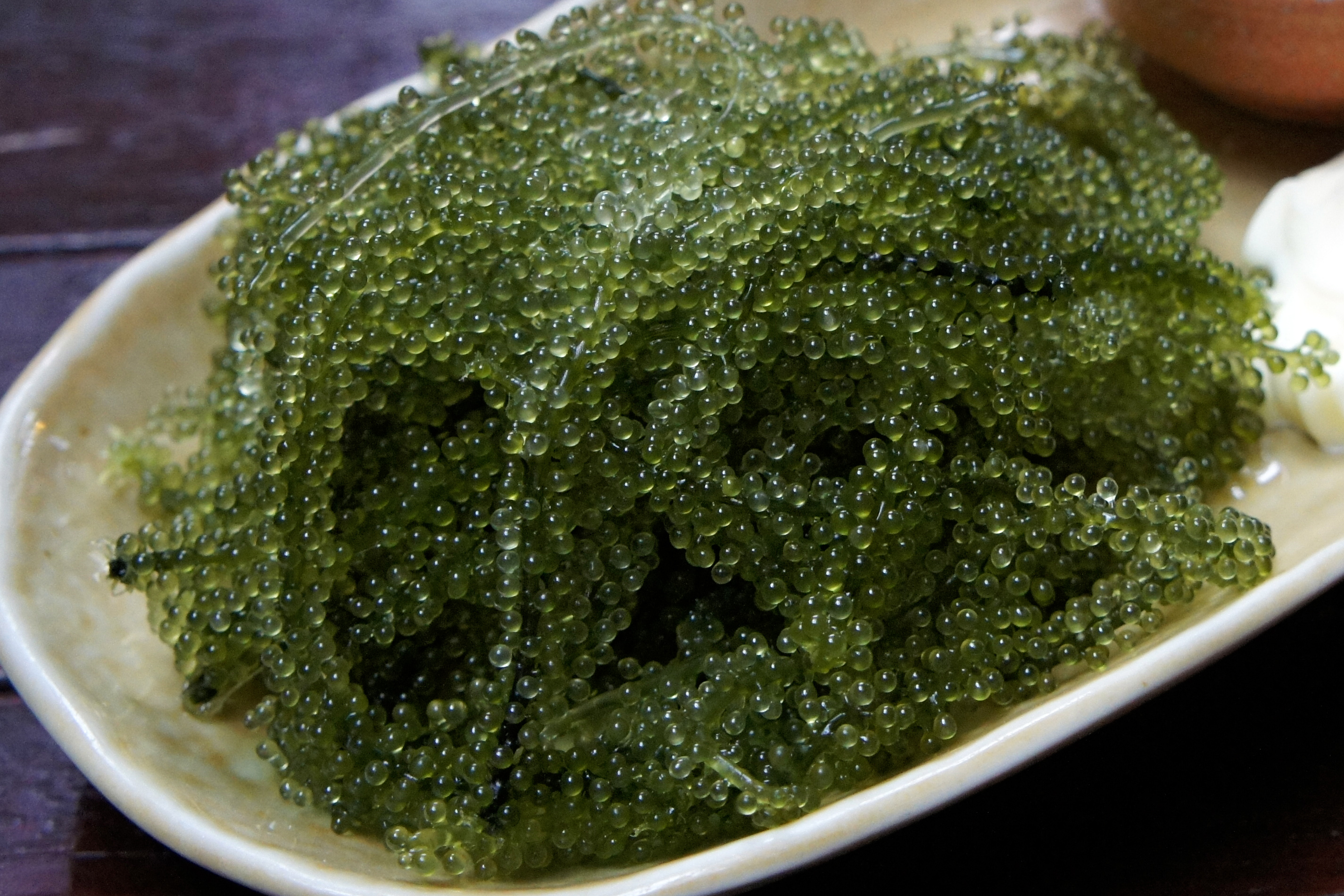
plat de Umibudō à Miyakojima (Okinawa)
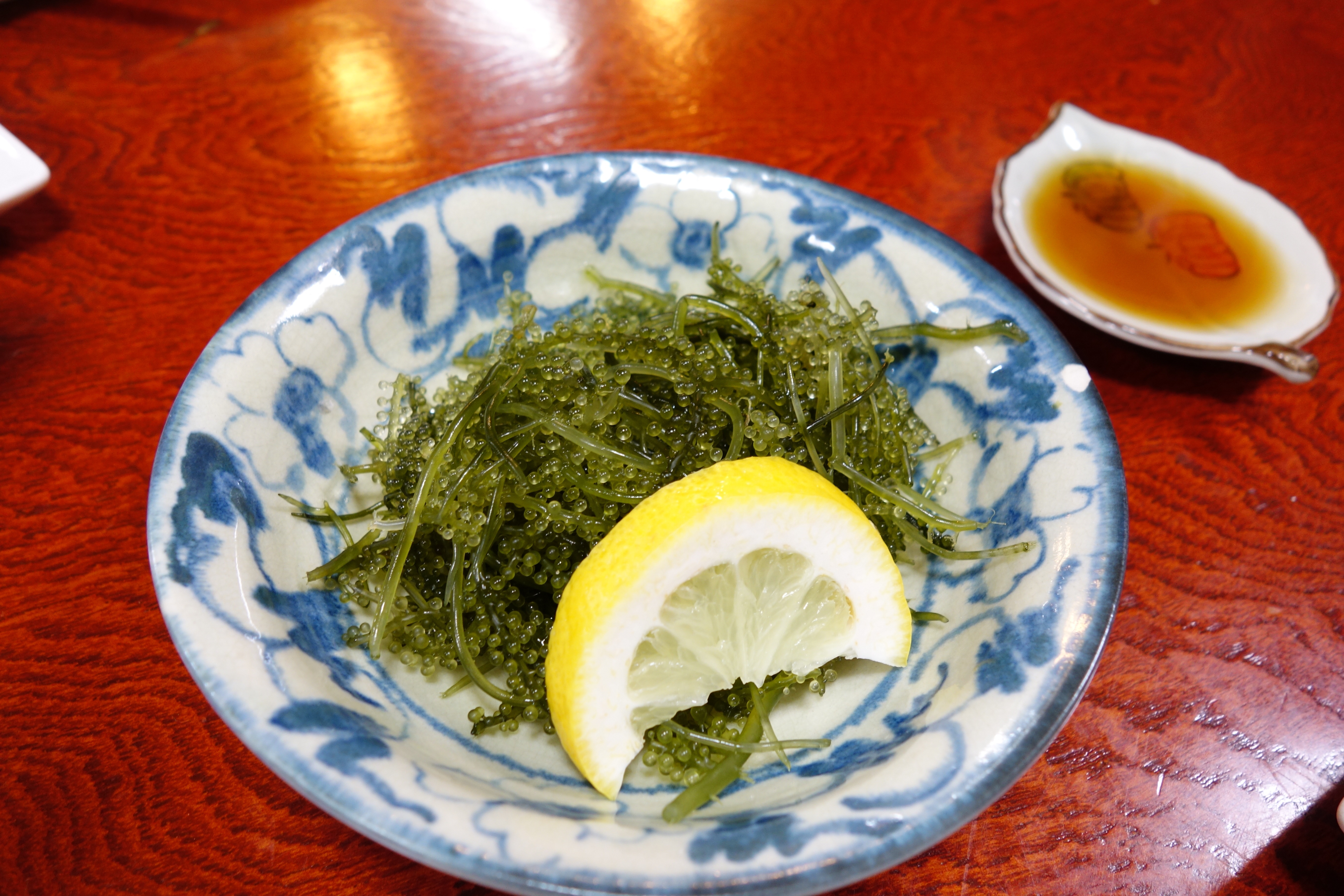
sous l'appellation de "caviar vert"
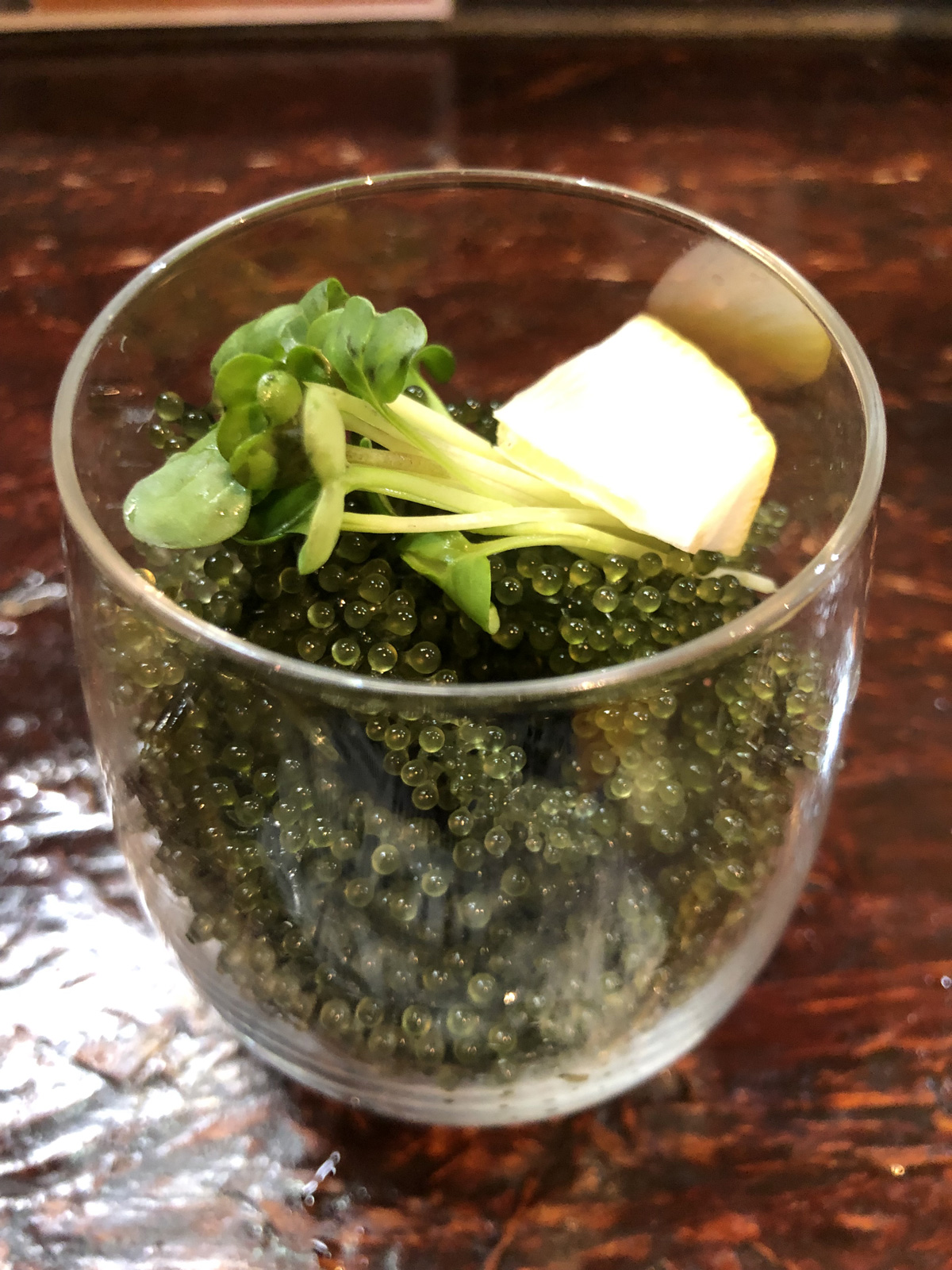
Ishigaki Umibudō
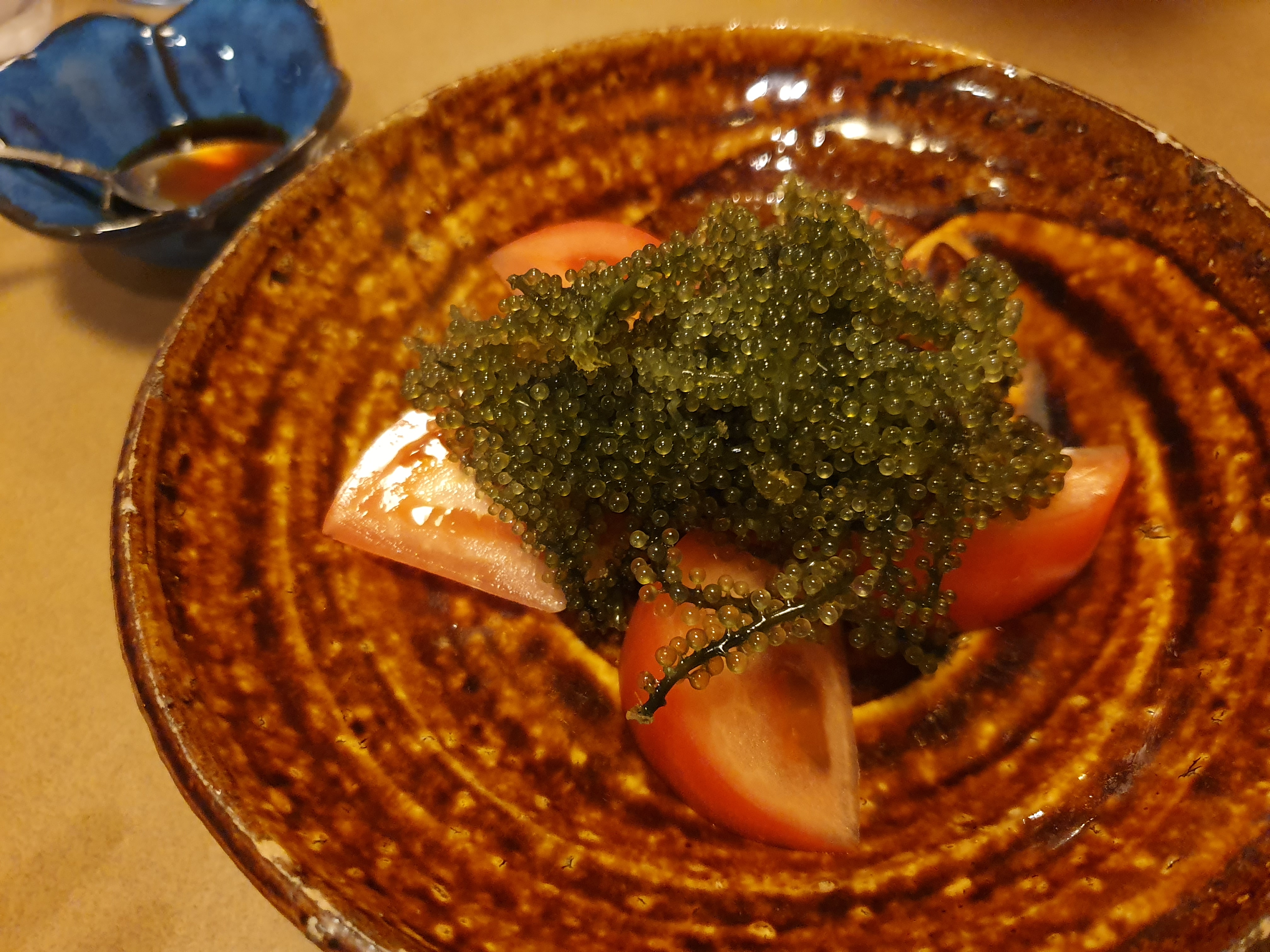
plat dans un restaurant de sushis
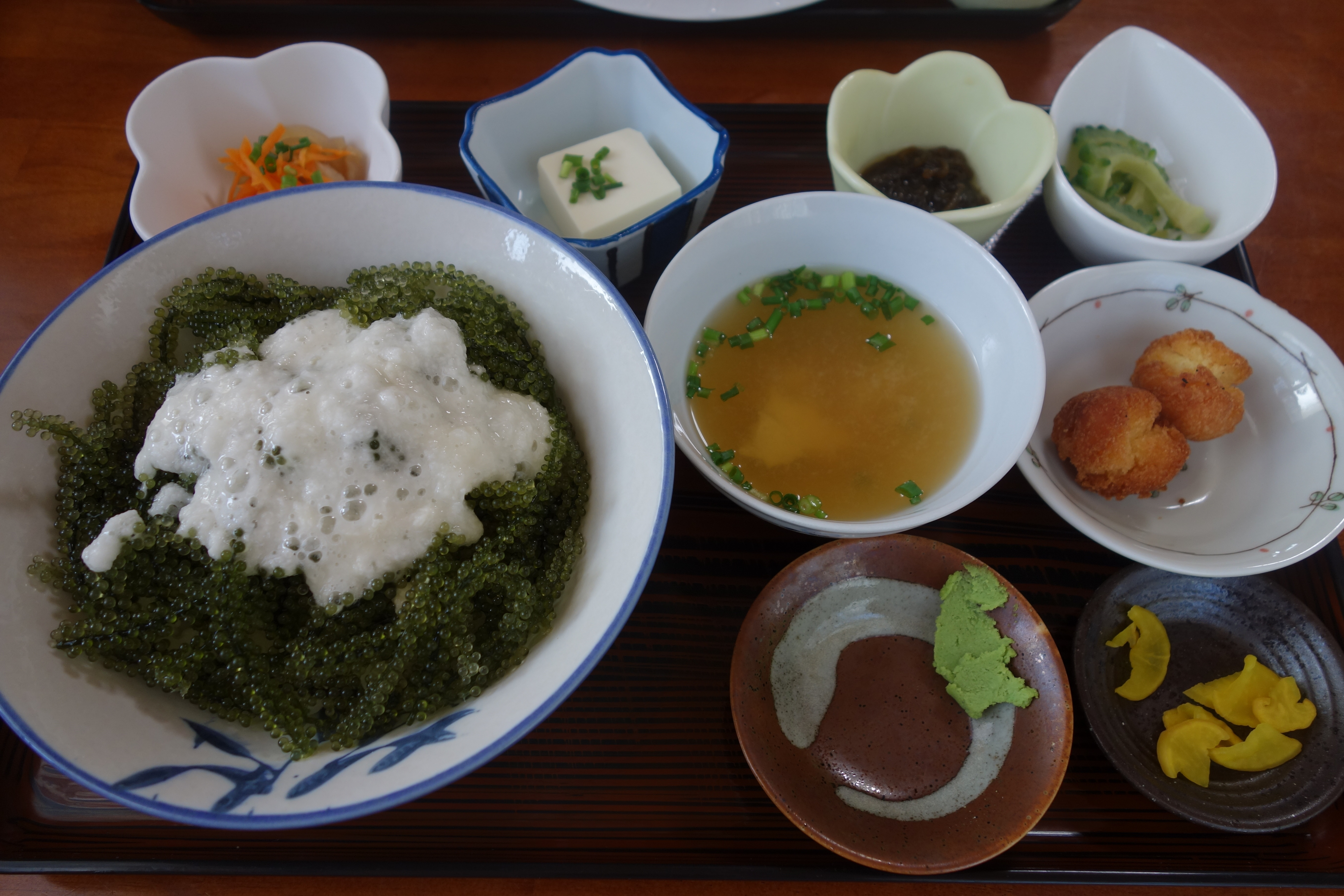
Umibudō parmi divers plats à Shirasa (Kōri-jima, (Okinawa)
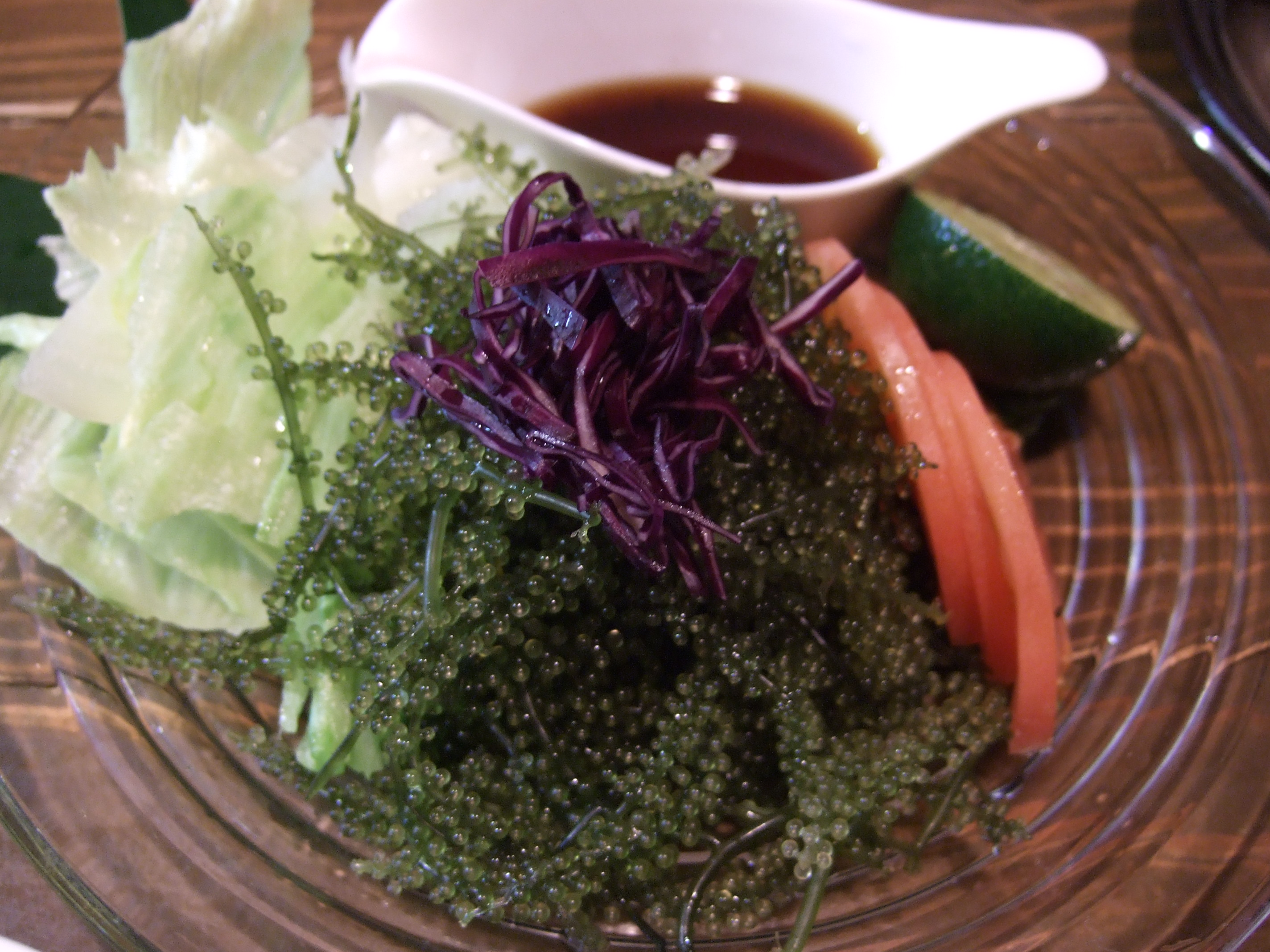
salade de Caulerpa lentillifera
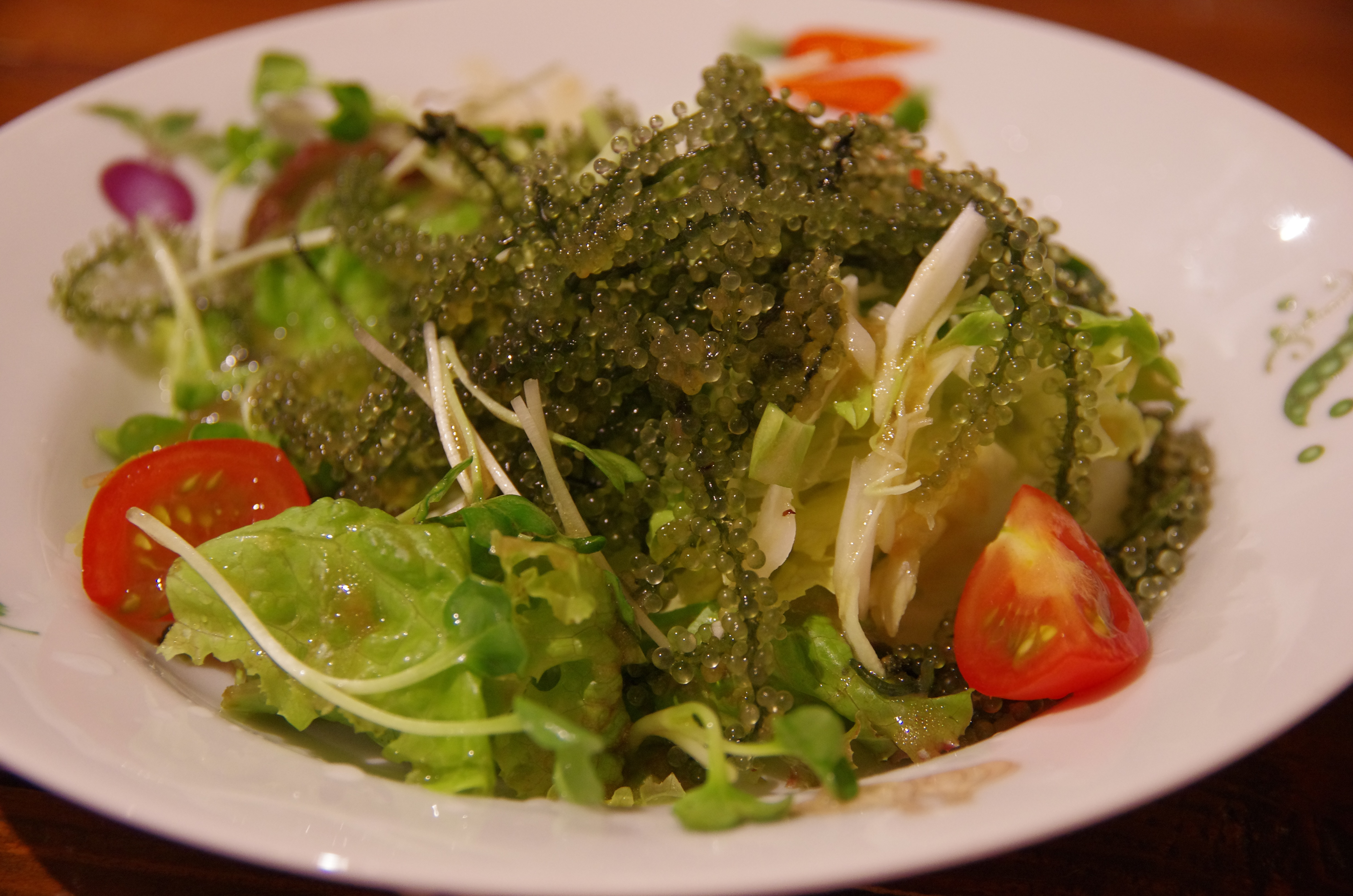
salade de Caulerpa lentillifera
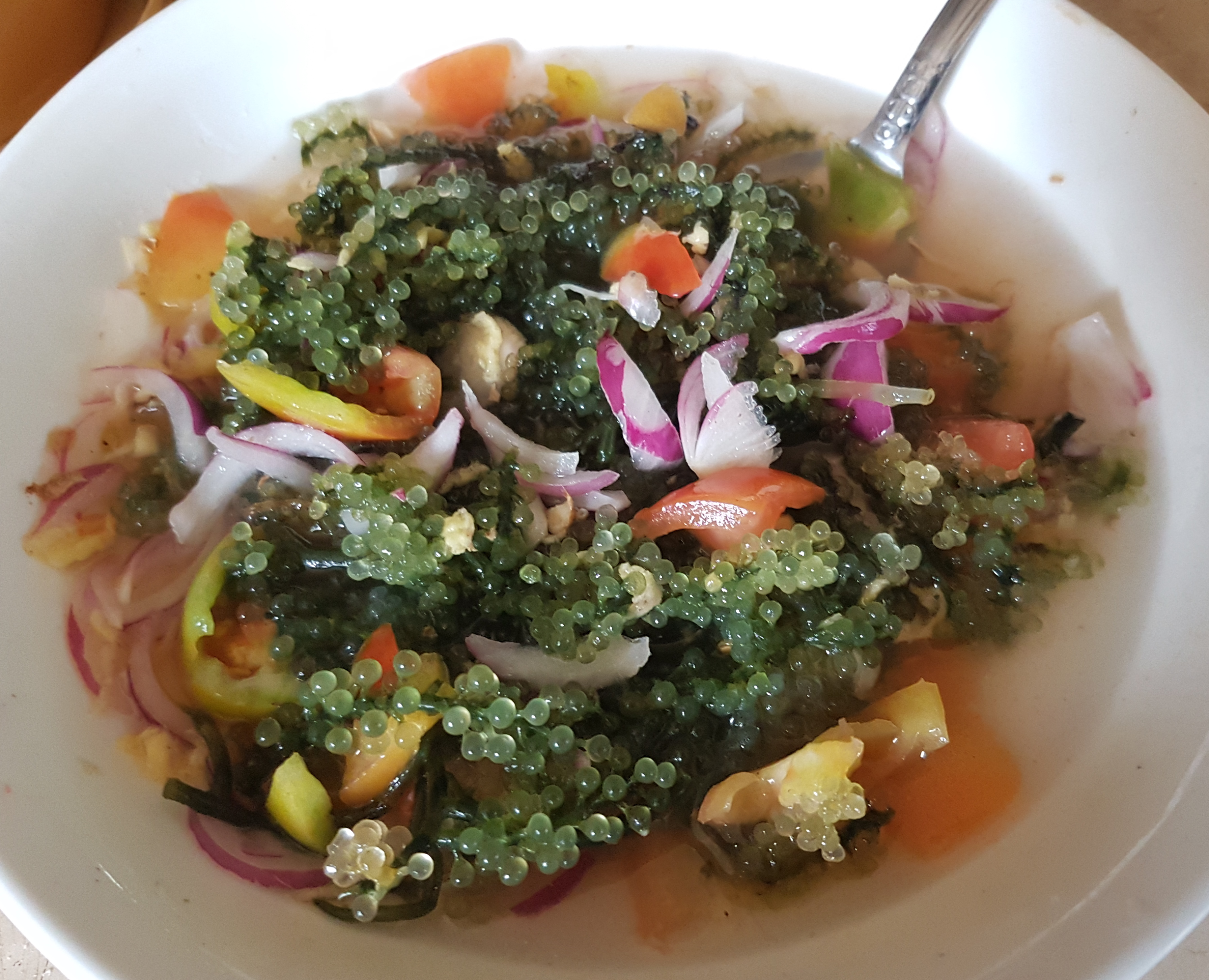
Ensaladang Lato (soupe d'algues) aux Philippines
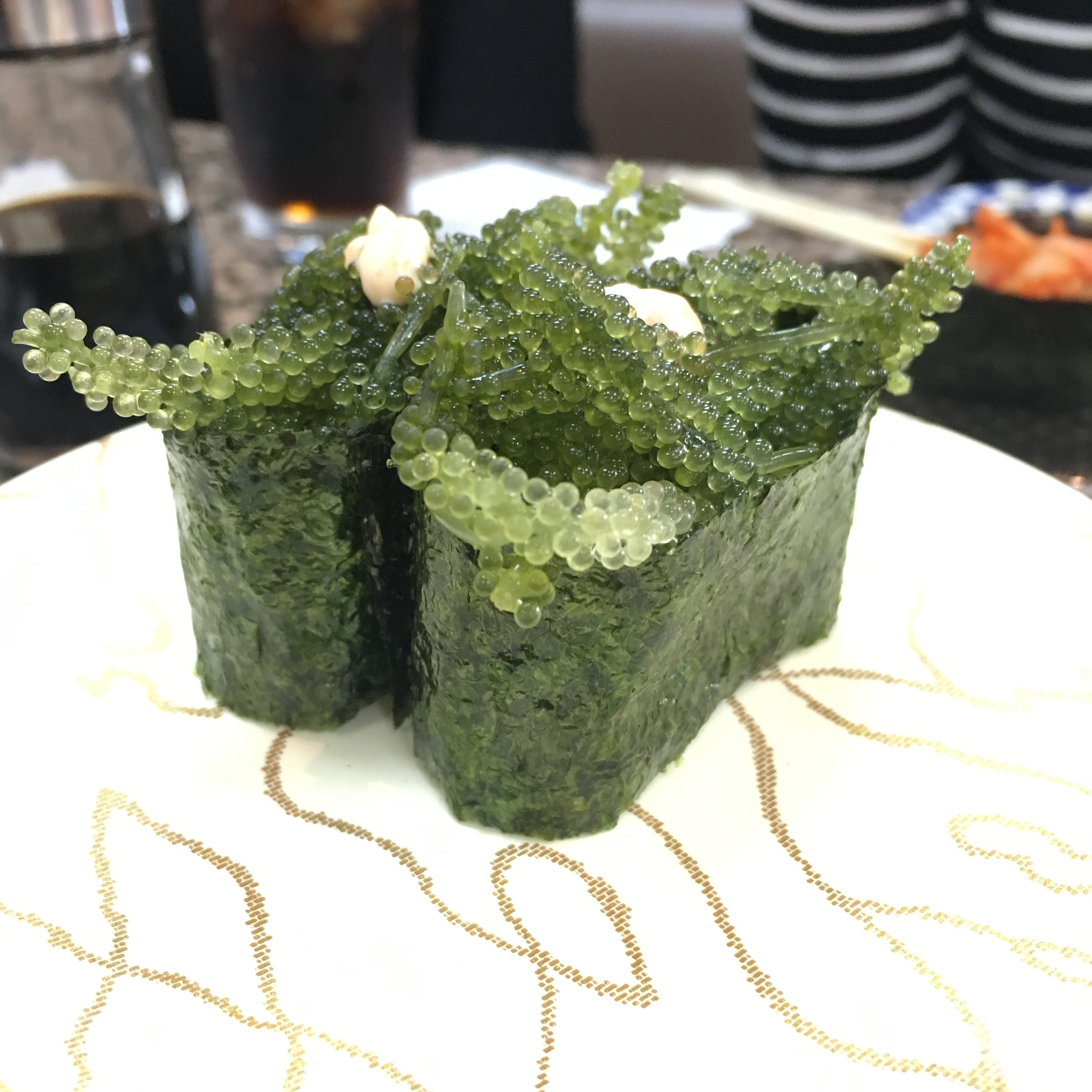
sushi de Umibudō
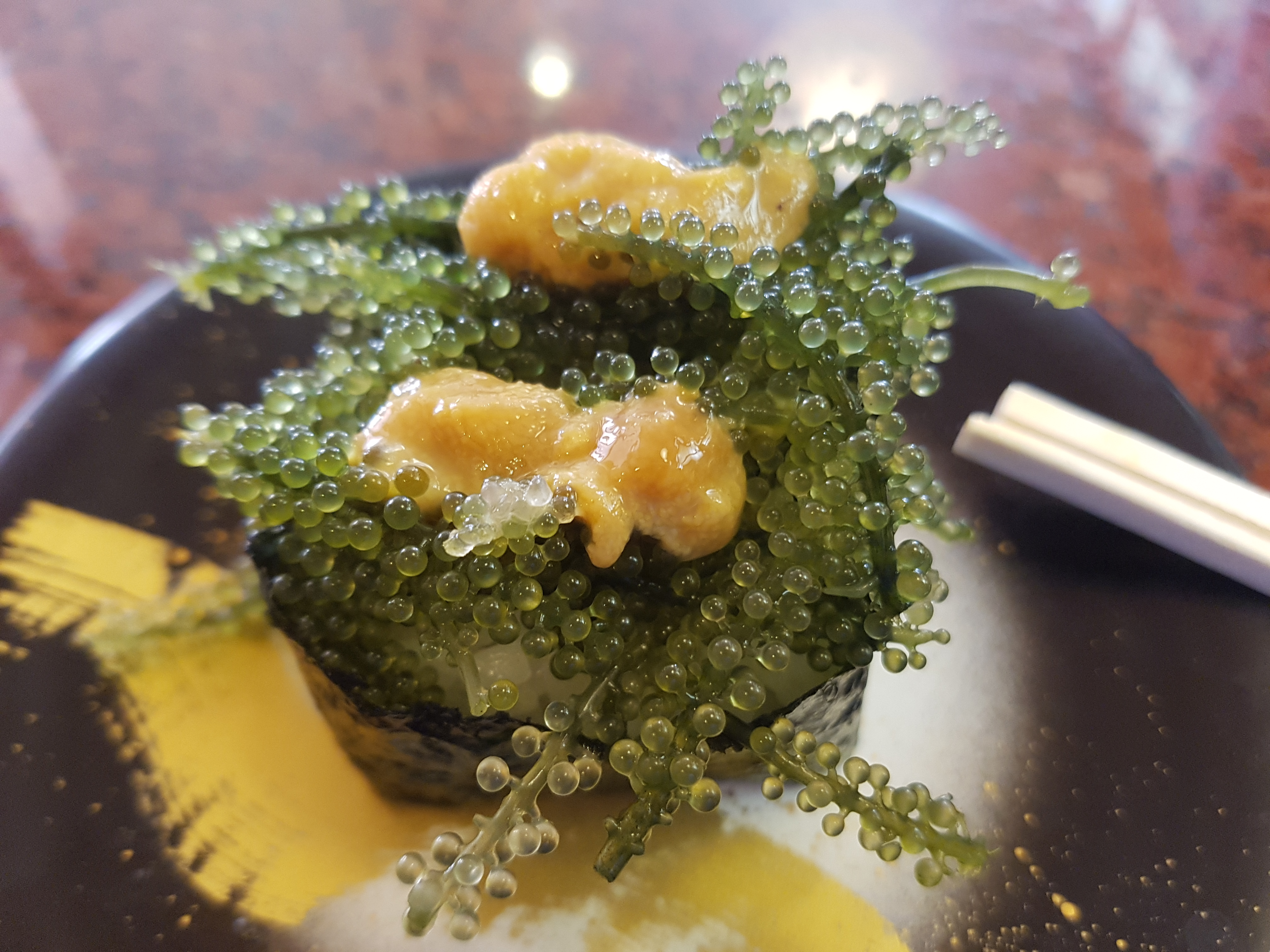
Umibudō sur un suchi à Okinawa